# كأس الكؤوس الأوروبية 1986–87
كأس الكؤوس الأوروبية 1986–87  هو الموسم 27 من  كأس الكؤوس الأوروبية. أقيم خلال الفترة 17 سبتمبر 1986 وحتى 13 مايو 1987، والذي يشرف على تنظيمه الاتحاد الأوروبي لكرة القدم، وكان عدد الأندية المشاركة فيه  32، وفاز فيه أياكس أمستردام.

## نتائج الموسم
| المركز | فريق           | لعب | ف | ت | خ | له | عليه | ف.أ | نقاط | ملاحظة |
| ------ | -------------- | --- | - | - | - | -- | ---- | --- | ---- | ------ |
|        | أياكس أمستردام |     |   |   |   |    |      |     |      |        |